# Viaje al centro de la Tierra (película de 2008)
Journey to the Center of the Earth (conocida en español como Viaje al centro de la Tierra) es una película en 3D y una adaptación cinematográfica de la novela del mismo nombre escrita por Julio Verne. Fue estrenada el 11 de julio de 2008 en Estados Unidos y otros países. Está protagonizada por Brendan Fraser, Josh Hutcherson y Anita Briem.

## Reparto
- Brendan Fraser como Trevor "Trev" Anderson.
- Josh Hutcherson como Sean Anderson.
- Seth Meyers como el profesor Alan Kitzens.
- Anita Briem como Hannah Ásgeirsdóttir
- Jean-Michel Paré como Maxwell 'Max' Anderson.
- Jane Wheeler como Elizabeth Anderson.
- Giancarlo Caltabiano como Leonard.
- Garth Gilker como Sigurbjörn Ásgeirsson.

## Doblaje (Hispanoamérica)
- Arturo Mercado Jr. como Trevor.
- Carlos Díaz como Sean.
- Leyla Rangel como Hannah.

## Producción

### Rodaje
Esta película va a trasponer la novela en nuestros días y será su mayor acción en vivo. La película es proyectada mediante Real D Cine tecnología, este formato hizo su debut con la película Chicken Little.

### Clasificación
Esta película fue clasificada en la MPAA como PG (Guía Paternal Sugerida) por su intensa aventura y momentos de acción.

## Estrenos internacionales
| País                   | Estreno                            |
| ---------------------- | ---------------------------------- |
| Malasia                | Jueves, 10 de julio de 2008        |
| Filipinas              | Jueves, 10 de julio de 2008        |
| Puerto Rico            | Jueves, 10 de julio de 2008        |
| Brasil                 | Viernes, 11 de julio de 2008       |
| Canadá                 | Viernes, 11 de julio de 2008       |
| Reino Unido            | Viernes, 11 de julio de 2008       |
| Irlanda                | Viernes, 11 de julio de 2008       |
| Estados Unidos         | Viernes, 11 de julio de 2008       |
| Francia                | Miércoles, 16 de julio de 2008     |
| Argentina              | Jueves, 17 de julio de 2008        |
| Turquía                | Viernes, 18 de julio de 2008       |
| República de China     | Viernes, 18 de julio de 2008       |
| Israel                 | Jueves, 24 de julio de 2008        |
| México                 | Viernes, 25 de julio de 2008       |
| Tailandia              | Jueves, 31 de julio de 2008        |
| Chile                  | Jueves, 7 de agosto de 2008        |
| Singapur               | Jueves, 7 de agosto de 2008        |
| Belice                 | Viernes, 8 de agosto de 2008       |
| Costa Rica             | Viernes, 8 de agosto de 2008       |
| Guatemala              | Viernes, 8 de agosto de 2008       |
| Honduras               | Viernes, 8 de agosto de 2008       |
| Panamá                 | Viernes, 8 de agosto de 2008       |
| El Salvador            | Viernes, 8 de agosto de 2008       |
| Hong Kong              | Jueves, 14 de agosto de 2008       |
| Colombia               | Viernes, 15 de agosto de 2008      |
| Emiratos Árabes Unidos | Jueves, 21 de agosto de 2008       |
| Polonia                | Viernes, 22 de agosto de 2008      |
| Portugal               | Jueves, 28 de agosto de 2008       |
| Perú                   | Jueves, 28 de agosto de 2008       |
| Ecuador                | Viernes, 29 de agosto de 2008      |
| Serbia                 | Miércoles, 3 de septiembre de 2008 |
| República Checa        | Jueves, 4 de septiembre de 2008    |
| Países Bajos           | Jueves, 4 de septiembre de 2008    |
| Eslovenia              | Jueves, 4 de septiembre de 2008    |
| España                 | Viernes, 5 de septiembre de 2008   |
| Finlandia              | Viernes, 5 de septiembre de 2008   |
| Rumania                | Viernes, 5 de septiembre de 2008   |
| Croacia                | Jueves, 11 de septiembre de 2008   |
| Rusia                  | Jueves, 11 de septiembre de 2008   |
| India                  | Viernes, 12 de septiembre de 2008  |
| Islandia               | Viernes, 12 de septiembre de 2008  |
| Bolivia                | Jueves, 18 de septiembre de 2008   |
| Australia              | Jueves, 25 de septiembre de 2008   |
| Grecia                 | Jueves, 25 de septiembre de 2008   |
| Ucrania                | Jueves, 25 de septiembre de 2008   |
| Venezuela              | Viernes, 26 de septiembre de 2008  |
| Kuwait                 | Martes, 30 de septiembre de 2008   |
| Bulgaria               | Viernes, 3 de octubre de 2008      |
| Japón                  | Sábado, 25 de octubre de 2008      |
| Noruega                | Viernes, 7 de noviembre de 2008    |
| Uruguay                | Viernes, 7 de noviembre de 2008    |
| Bélgica                | Miércoles, 12 de noviembre de 2008 |
| Estonia                | Viernes, 5 de diciembre de 2008    |
| Corea del Sur          | Jueves, 18 de diciembre de 2008    |
| Italia                 | Viernes, 16 de enero de 2009       |
| Alemania               | Jueves, 5 de marzo de 2009         |
| Egipto                 | Miércoles, 11 de marzo de 2009     |
| Suecia                 | Viernes, 13 de marzo de 2009       |
| Austria                | Jueves, 30 de abril de 2009        |

## Recepción
Viaje al centro de la Tierra recibió reseñas mixtas a positivas de parte de la crítica y de la audiencia. En el sitio web especializado Rotten Tomatoes, la película posee una aprobación de 61%, basada en 161 reseñas, con una calificación de 6.0/10, mientras que de parte de la audiencia tiene una aprobación de 51%, basada en más de 250 000 votos, con una calificación de 3.3/5.
El sitio web Metacritic le dio a la película una puntuación de 57 de 100, basada en 35 reseñas, indicando "reseñas mixtas o promedio". Las audiencias encuestadas por CinemaScore le otorgaron a la película una "A-" en una escala de A+ a F, mientras que en el sitio IMDb los usuarios le asignaron una calificación de 5.8/10, sobre la base de 123 992 votos. En la página web FilmAffinity la cinta tiene una calificación de 4.5/10, basada en 12 791 votos.